# Cortègen

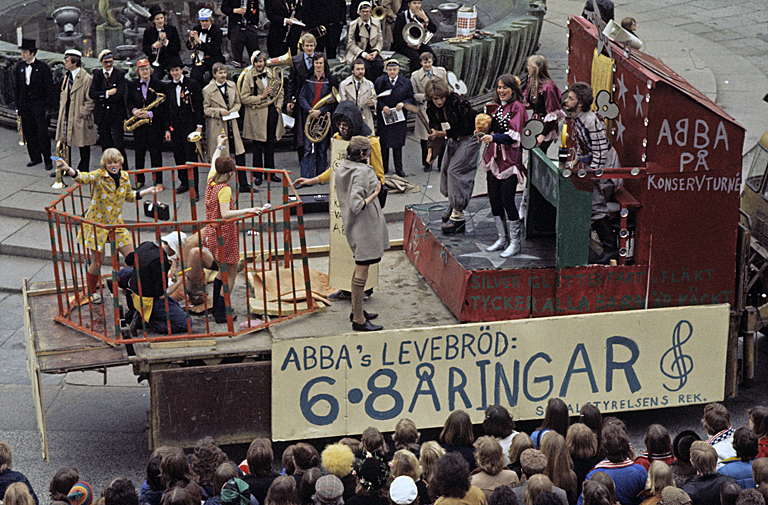
Popgruppen Abba häcklas på Cortègen 1977.

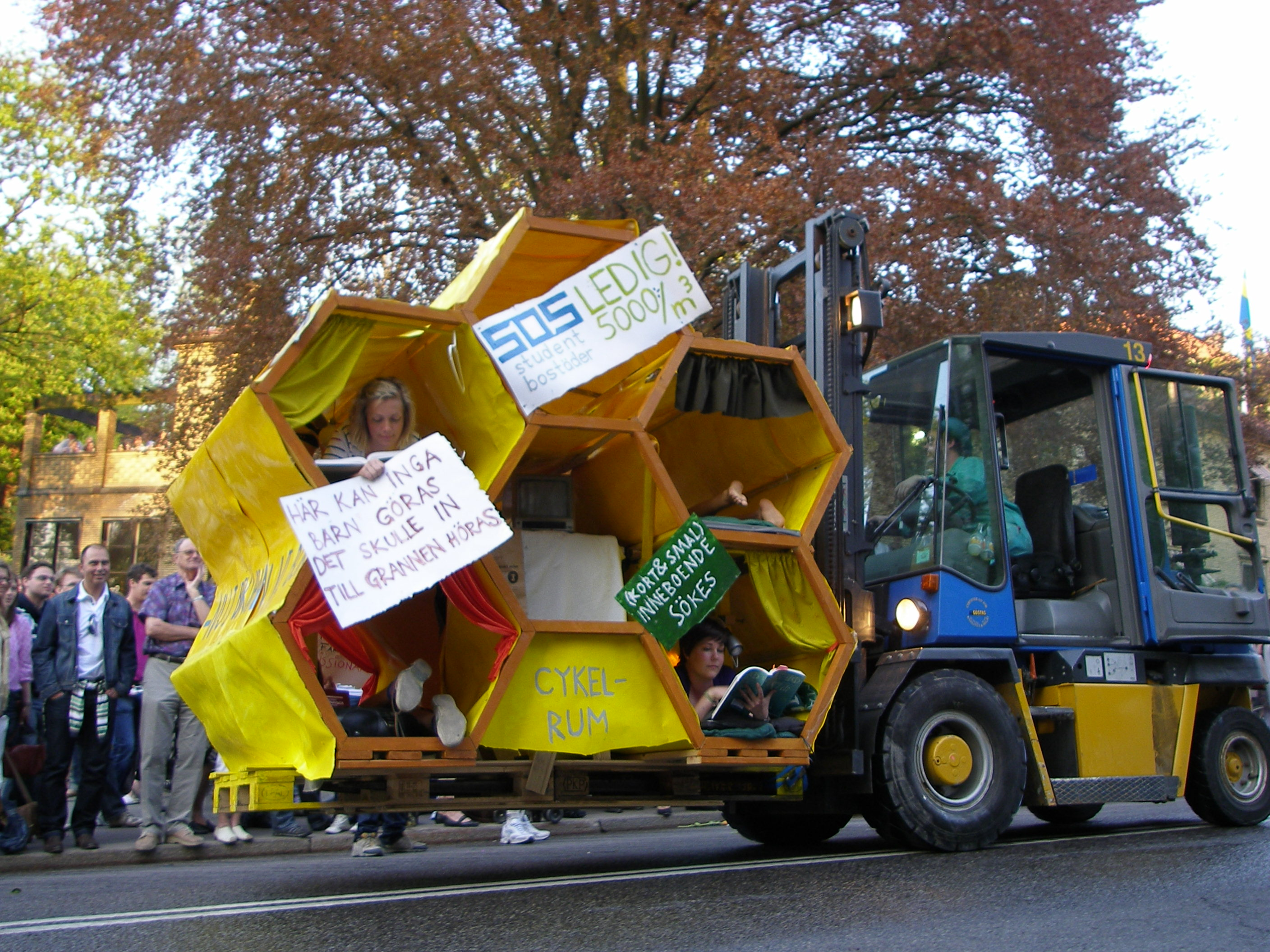
Ett av ekipagen på Cortègen 2009, som anspelar på studenters trångboddhet.

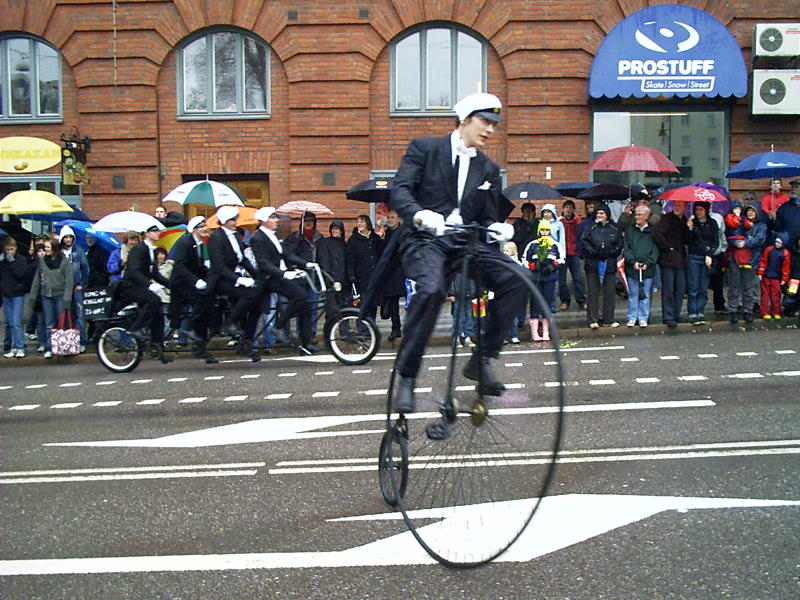
Cortègen innehåller flera så kallade lösnummer, som oftast utgörs av mindre fordon på hjul, såsom cykelvarianter, motoriserade badkar med mera.

Cortègen är en årligen återkommande karneval i Göteborg som anordnas av chalmerister. I modern tid utgörs Cortègen av cirka 1 500 studenter, som färdas på egenhändigt förfärdigade "vagnar" med olika teman, inspirerade av viktiga eller på olika sätt komiska händelser från det gångna året. Vägen genom Göteborgs centrum kantas varje år av i runda tal (främst beroende på väder) 300 000 åskådare.

## Historia
Cortègen är en djupt rotad göteborgsk och i synnerhet Chalmersk tradition. Den har sin upprinnelse i Teknologföreningen CS så kallade "gåsmarscher." CS förde länge en ambulerande tillvaro mellan olika lokaler och vid sådana förflyttningar tågade man i dessa gåsmarscher från den gamla till den nya lokalen. En gång på 1910-talet tillfrågades polisen om hur de skulle ställa sig till om CS på Valborgsmässoafton anordnade en gåsmarsch genom staden till Slottsskogen. Svaret blev ungefär att samtliga deltagare skulle arresteras. Därmed fick också marschen en enastående tillslutning.
Den nuvarande cortègen arrangeras av Chalmers Cortège Committé (CCC) och går tillbaka till 1920. Den 7 april detta år beslöt ett gäng väg- och vattenbyggare att fira slutexamen med att hyra droskor och ta en tur till Slottsskogen. Där cirkulerade man fram till ett näringsställe och väckte stor uppmärksamhet under färden. Redan på den tiden fanns sedan många år en Valborgstradition - chalmeristerna tågade varje år den 30 april i en lång rad längs Vasagatan med ena foten på trottoaren och den andra i rännstenen i samband med vårens så kallade mösspåtagning (det vill säga den dag man tog – och fortfarande tar på sig – den vita tofsmössan). Denna gång använde man hästdragna droskor och målet var även nu Slottsskogen. År 1923 började cortègen få sina nuvarande drag, där olika företeelser gisslades och från 1927 och årligen vid samma tid, avgick cortègen regelbundet.
Initiativtagare till cortègen var chalmeristerna Olof Vilén och Algot Carlander. Vilén beskriver det första "tåget": 
Av "föremålen" i tåget minnes jag nu blott, att det började med en cyklist på den gamla cykeln med ett väldigt stort hjul och baktill ett mycket litet. Inövandet av cyklingen kom våra käftar att förlängas av många glada skratt. Ett annat föremål var en "automobil", bestående av 4 skottkärrehjul, på vilkas axlar byggts en plattform av ohyvlade bräder, på vilken stod en stående encylindrig, hostande motor, som remdrev ekipaget. Styrinrättning fanns ej — chauffören fick vid behov hoppa ned på gatan och ge "kärran" erforderliga knuffar. Dessutom fanns det en massa rätt skarpa anspelningar i tåget på vad sig i Fiskeläget och Riket tilldragit hade.
På framsidan av 1955 års Cortègeprogram kan man läsa att priset var "Prix 100 öre", dock "På tåg och båtar 107 öre" eller "På tefat 113 öre".
Ordet cortège är franska och betyder enligt en aktuell ordbok följe, tåg, procession. Enligt en handordbok (från L. J. Hierta, 1841) betyder det prägtig svit vid högtidliga tillfällen.

## CCC
Chalmers Cortège Committé, CCC, grundades den 5 april 1911 vid ett sammanträde i elevkåren vid det som då kallades Chalmerska Tekniska Läroanstalt och nu är Chalmers tekniska högskola i Göteborg. Syftet var att Cortège skulle genomföras ännu en gång och en Cortègecommitté på fem personer utsågs för att granska förslag till Cortègen.
Numera består CCC vanligtvis av 11 personer som tar studieuppehåll från Chalmers och jobbar dubbel heltid under våren för att möjliggöra Cortègen.

## Cortègevägen

Cortègevägen: Gibraltargatan - Läraregatan - Viktor Rydbergsgatan - Kungsportsavenyn - Vasagatan - Aschebergsgatan - Läraregatan - Gibraltargatan.

Cortègen brukar starta den 30 april klockan 18:15 från Gibraltarvallen på Chalmers. Sedan följer den vägen Gibraltargatan – Läraregatan – Viktor Rydbergsgatan – Kungsportsavenyn – Vasagatan – Aschebergsgatan – Läraregatan – Gibraltargatan.
Cirka 18:30 nås Götaplatsen, vid 19:00 Valandhuset och en stund efter 19:00 Vasaplatsen för att åter komma till Chalmers kring 20:00.

## Viktiga år
- 1909: Första Cortègen arrangeras.
- 1911: Första Chalmers Cortège Committé tillsätts.
- 1912: Cortègen inställd på grund av tentor.
- 1940: Cortègen inställd på grund av andra världskriget.
- 1973: Cortègetåget blir helnyktert efter dödsfall i samband med alkoholintag.
- 1979: Kung Carl XVI Gustaf blir ambassadör för Cortègen och tilldelas en rock då han besöker Chalmers.
- 2004: Chalmers fyllde 175 år, och i samband med detta ingick en särskild jubileumsvagn i Cortègetåget.
- 2009: Cortègen firar hundra år. Detta firas med ett extra långt tåg, film, bok och bal.
- 2011: Den hundrade Cortègen.
- 2019: Cortègen firar 110 år.
- 2020: Cortègen inställd på grund av Coronavirusutbrottet 2019–2021.[9]
- 2021: Cortègen inställd ännu en gång, på grund av Coronavirusutbrottet 2019–2021.